# فرودگاه کواتیوی
فرودگاه کواتیوی (به انگلیسی: Coëtivy Airport) یک فرودگاه خصوصی است که یک باند فرود بتن دارد و طول باند آن ۱۴۰۰ متر است. این فرودگاه در کشور سیشل قرار دارد و در ارتفاع ۳ متری از سطح دریا واقع شده‌است.